# Venerque
Venerque é uma comuna francesa na região administrativa da Occitânia, no departamento do Alto Garona. Estende-se por uma área de 14.57 km², com 2.633 habitantes, segundo o censo de 2018, com uma densidade de 180 hab/km².